# Ludwika Jakubowska
Ludwika Jakubowska (ur. 2 października 1909 w Drozdowie, zm. ?) – polska nauczycielka, posłanka na Sejm PRL III kadencji.

## Życiorys
Córka Pawła. Uzyskała wykształcenie średnie. Pracowała jako nauczycielka, pełniła funkcję kierownika szkoły podstawowej w Grabowie. W 1941 w czasie okupacji niemieckiej prowadziła we wsi Zabiele tajne nauczanie. Wstąpiła do Zjednoczonego Stronnictwa Ludowego. W 1952 została wybrana zastępcą posła z okręgu Ełk, a w 1961 została posłanką na Sejm PRL z okręgu Łomża. W czasie kadencji poselskiej zasiadała w Komisji Handlu Wewnętrznego.
Została odznaczona Medalem 10-lecia Polski Ludowej (1955) oraz Srebrnym Krzyżem Zasługi (1953).